# Pedicia
Pedicia is een geslacht van tweevleugeligen uit de familie Pediciidae. De wetenschappelijke naam van het geslacht is voor het eerst geldig gepubliceerd in 1809 door Pierre André Latreille.
In dit geslacht worden drie ondergeslachten onderscheiden:
- Amalopis Haliday, 1856
- Crunobia Kolenati, 1859
- Pedicia sensu stricto Latreille, 1809

De soorten uit het geslacht komen voor in het Holarctisch gebied. De ondergeslachten Amalopis en Crunobia zijn beperkt tot het Palearctisch gebied.